# Wohn- und Wirtschaftsgebäude Feldstraße 4
Das Wohn- und Wirtschaftsgebäude Feldstraße 4, der Feldhof, im niedersächsischen Elsfleth-Oberhammelwarden im Landkreis Wesermarsch, stammt aus dem 3. Viertel des 19. Jahrhunderts.

Aktuell (2023) wird es als Wohnhaus und landwirtschaftlich genutzt.
Das Gebäude steht unter Denkmalschutz (siehe auch Liste der Baudenkmale in Elsfleth).

## Beschreibung
Das eingeschossige giebelständige L-förmige Wohn- und Wirtschaftsgebäude auf einer baumbestandenen Wurt als Zweiständer-Hallenhaus in Backsteinmauerwerk, mit reetgedecktem Krüppelwalmdach, Niedersachsengiebeln mit Uhlenloch sowie der Grooten Door mit Korbbogen stammt von 1851 bis 1875.
Am Wirtschaftsgiebel an der rechten nördlichen Traufseite steht ein Stallanbau in Backstein mit reetgedecktem Krüppelwalmdach und Niedersachsengiebel.
Das Landesdenkmalamt befand: „… geschichtliche Bedeutung … als beispielhaftes Hallenhaus mit Backsteinaußenwänden aus dem 3. Viertel des 19. Jhs. …“